# Districtul Banatul Central
Districtul Banatul Central (sârbă Srednje-Banatski okrug) este un district care se întinde peste partea de nord-est a Voivodinei, în Serbia.

## Localități

#### Comuna Nova Crnja
- Nova Crnja (maghiară Magyarcsernye, germană Neuzerne)
- Radojevo (maghiară Klári, germană Klari)
- Srpska Crnja (maghiară Csernye és Németcsernye, germană Serbisch-Zerne und Deutsch-Zerne)
- Toba (maghiară Tóba, germană Toba)
- Velike Livade
- Vojvoda Stepa

#### Comuna Novi Bečej
- Bočar (maghiară Bocsár, germană Botschar)
- Kumane (maghiară Kumán)
- Novi Beče (maghiară Törökbecse és Aracs, germană Neu-Betsche und Aratsch)
- Novo Miloševo (maghiară Beodra és Karlova, germană Beudra und Karlowo)

#### Comuna  Sečanj
- Banatska Dubica (maghiară Kismargita, germană Klein Margit)
- Boka (maghiară Bóka, germană Boka)
- Busenje (maghiară Káptalanfalva, germană Kaptalan)
- Jarkovac (maghiară Árkod, germană Jarkowatz)
- Modoș (sârbă Jaša Tomić, maghiară Módos, germană Modosch)
- Konak (maghiară Kanak, germană Konak)
- Krajišnik (maghiară Istvánfölde, germană Stefansfeld)
- Neuzina (maghiară Nagynezsény és Kisnezsény, germană Serbisch Neusin und Kroatisch Neusin)
- Sečanj (maghiară Torontálszécsány, germană Setschan, Petersheim)
- Sărcia (sârbă Sutjeska, maghiară Szárcsa és Szárcsatelek, germană Deutsch-Sartscha und Neu-Sartscha)
- Šurjan (maghiară Surján, germană Schurjan)

#### Comuna Zrenjanin
- Aradac (maghiară Alsóaradi és Felsőaradi)
- Banatski Despotovac (maghiară Ernőháza, germană Ernesthausen)
- Belo Blato (maghiară Nagyerzsébetlak, germană Elisenheim)
- Botoš (maghiară Bótos, germană Botosch)
- Čenta (maghiară Csenta, germană Tschenta)
- Elemir (maghiară Alsóelemér és Felsőelemér, germană Deutsch-Elemer und Serbisch-Elemer)
- Ecica (sârbă Ečka, maghiară Écska és Ecsehida, germană Deutsch-Etschka und Romanisch-Etschka)
- Farkašdin (maghiară Farkasd)
- Iancaid (sârbă Jankov Most, maghiară Jankahíd)
- Clec (sârbă Klek, maghiară Begafő, germană Klek)
- Knićanin (maghiară Rezsőháza, germană Rudolfsgnad)
- Mužlja (maghiară Muzslya, germană Muschla)
- Lazarevo (maghiară Lázárföld, germană Lazarfeld)
- Lukino Selo (maghiară Lukácsfalva, germană Lukasdorf)
- Lukićevo (maghiară Zsigmondfalva, germană Sigmundsfeld)
- Melenci (maghiară Melence, germană Melenze)
- Mihajlovo (maghiară Magyarszentmihály, germană Michajlowo)
- Orlovat (maghiară Orlód, germană Orlowat)
- Perlez (maghiară Perlasz, germană Perlas)
- Stajićevo (maghiară Óécska, germană Alt-Etschka)
- Taraš (maghiară Tiszatarrós)
- Tomaševac (maghiară Tamáslaka, germană Tomaschewatz)
- Becicherecu Mare (sârbă Zrenjanin, maghiară Nagybecskerek, germană Großbetschkerek)

#### Comuna Žitište
- Banatski Dvor (maghiară Törzsudvarnok és Szőllősudvarnok, germană Banater Hof und Rogendorf)
- Banatsko Višnjićevo (maghiară Vida)
- Banatsko Karađorđevo (maghiară Pálmajor)
- Toracu Mare și Toracu Mic (sârbă Begejci, maghiară Nagytárnok és Kistárnok, germană Großtorak und Kleintorak)
- Čestereg (maghiară Csősztelek, germană Tschesterek)
- Hetin (maghiară Tamásfalva, germană Tomsdorf)
- Novi Itabej (maghiară Alsóittebe, germană Neu Itebe)
- Meda (maghiară Párdány, germană Pardan)
- Ravni Topolovac (maghiară Katalinfalva, germană Kathreinfeld)
- Srpski Itabej (maghiară Felsőittebe, germană Serbisch-Itebe)
- Torda (maghiară Torontáltorda)
- Jitiște (sârbă Žitište, maghiară Begaszentgyörgy, germană Sankt Georgen an der Bega)

Districtul are o populație de 208.456 locuitori (2002) și o suprafață de 3.256 km². Este locuit atât de sârbi (72,3%, 150.794) cât și de unguri (13,3%, 27842), rromi (2,7%, 5.682) și români (2,5%, 5.156). Reședința districtului este Becicherecul Mare.
Multe clădiri reclamă frumusețea acestei regiuni, printre care Biserica Ortodoxă a Adormirii Maicii Domnului (1746), Catedrala Romano-Catolică (1868) și Biserica Reformată (1891).
Economia Banatului Central se bazează pe industrie, agricultură, silvicultură, industria construcțiilor și transport. Principala ramură industrială prezentă este cea alimentară, integrată în Combinatul Industrial-Agricultural "Servo Mihalj". Alte reprezentante ale economiei din Becicherecul Mare sunt fabrica de bere DD "ZIP", fabrica de produse chimice DD "Luxol" și fabrica de mobilă "Zarko Zrenjanin".